# Manuela Zanchi
Manuela Zanchi (Milano, 17 ottobre 1977) è un'ex pallanuotista e allenatrice di pallanuoto italiana, di ruolo attaccante.
Ha vinto con la Nazionale di pallanuoto femminile dell'Italia (il Setterosa) la medaglia d'oro alle Olimpiadi di Atene 2004 insieme alle colleghe di squadrav Francesca Cristiana Conti, Martina Miceli, Carmela Allucci, Silvia Bosurgi, Elena Gigli, Tania Di Mario, Cinzia Ragusa, Giusi Malato, Alexandra Araujo, Maddalena Musumeci, Melania Grego e Noemi Toth.
Ha giocato per la Canottieri Milano, Rari Nantes Bologna, Pallanuoto Lerici, Rari Nantes Pescara, Florentia, Orizzonte Catania, dove vince il campionato, e Varese Olona Nuoto (che ha anche allenato dal 2006 al 2009). Si è ritirata al termine della stagione 2008-2009, lasciando anche il ruolo di allenatore della VON.
Le sono stati conferiti importanti riconoscimenti per meriti sportivi. Tra questi i più significativi sono la nomina a Commendatore conferita dal Presidente della Repubblica Carlo Azeglio Ciampi e il Collare d'Oro, importante riconoscimento del CONI.

## Palmarès

### Nazionale
- Olimpiadi

Atene 2004: 
- Mondiali

Barcellona 2003: 
- Coppa del Mondo

Tianjin 2006: 
- World League

Long Beach 2004: 
Cosenza 2006: 
- Europei

Budapest 2001: 
Lubiana 2003: 
Belgrado 2006: